# カバレ県

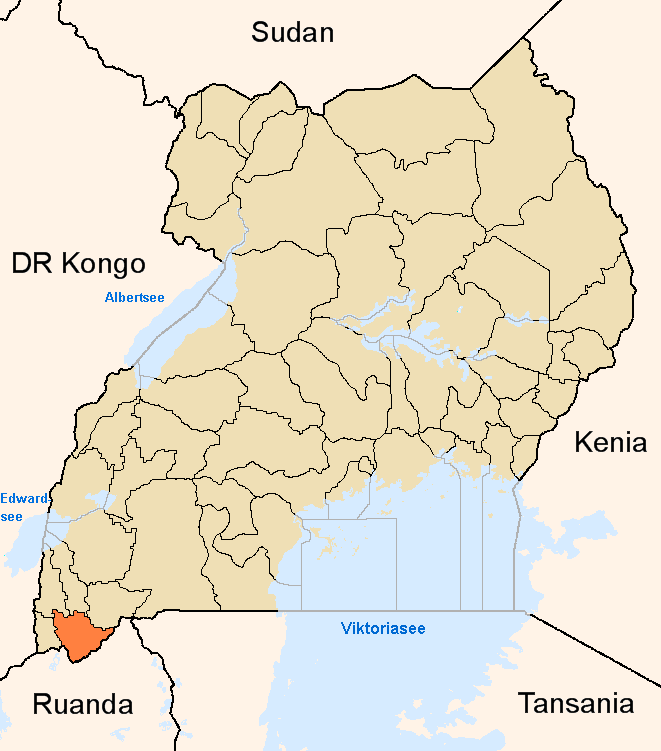
カバレ県と2001年から2005年の県境

カバレ県 (カバレけん、Kabale District) はウガンダ南西部キゲジ南東部の県。

## 概要
1974年に南キゲジ県として設置され、1979年にカバレ県に改称され、1991年に西部がキソロ県に分割された。
面積は約1827km²で、郡と同格のカバレと北東部にルキガ郡、西部にルバンダ郡、南東部にンドルワ郡の4郡にルキガに4、ルバンダに5、ンドルワに8とカバレの3区 (division) を合わせ20の副郡に118の教区と1374の村が置かれている。2002年の国勢調査人口は 471,783人。知事に相当する第5地域議会 (LC5) 議長はカクル・アドソン。

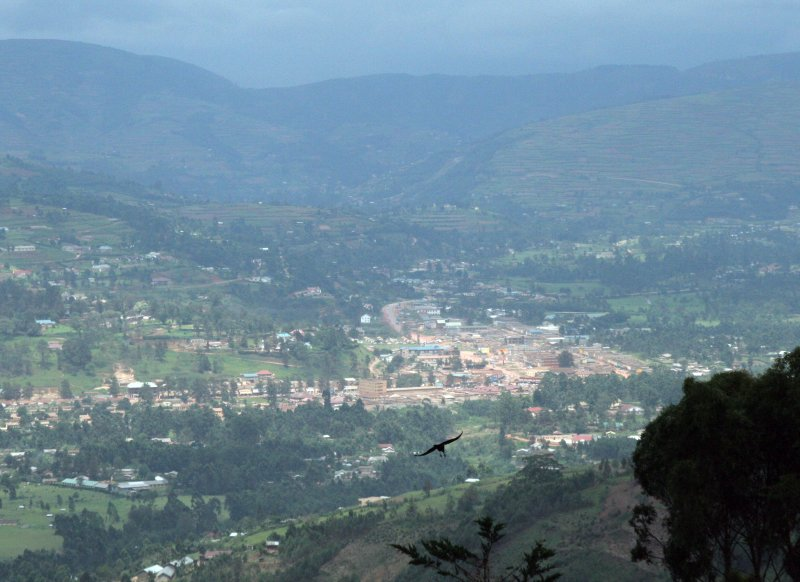
カバレ

全域が標高2000m前後の山岳地帯で北西から南東への山脈が幾つも連なっている。西部にはブニョニ湖があり、湖と段々畑がカバレの代表的な景観となっている。ムバララからントゥンガモを経由しカバレに至る幹線道はルワンダとの国境のガトゥナ（カトゥナ）に続いている。

## 隣接する県
北西にブウィンディ原生国立公園でカヌング県、北にルクンギリ県、北東にアンコーレ王国のントゥンガモ県、南にルワンダ北部州、南東に東部州と接する。